# Nubijska pustinja
Nubijska pustinja je putinja između Nila i Crvenoga mora u sjeveroistočnome Sudanu. Obuhvaća oko 400.000 km².
Glavno je središte Vadi Halfa.

### Mrežna sjedišta
- Nubijska pustinja. Hrvatska enciklopedija LZMK. Pristupljeno 4. lipnja 2025.